# Бетола (Пјаченца)
Бетола (итал. Bettola) је насеље у Италији у округу Пјаченца, региону Емилија-Ромања.
Према процени из 2011. у насељу је живело 3187 становника. Насеље се налази на надморској висини од 328 м.

## Становништво
| 1931. | 1936. | 1951. | 1961. | 1971. | 1981. | 1991. | 2001. | 2011. |
| ----- | ----- | ----- | ----- | ----- | ----- | ----- | ----- | ----- |
| 8.874 | 8.784 | 8.339 | 6.499 | 4.952 | 3.964 | 3.452 | 3.187 | 2.999 |